# Miasta Ugandy
Według danych oficjalnych pochodzących z 2011 roku Uganda posiadała ponad 90 miast o ludności przekraczającej 10 tys. mieszkańców. Stolica kraju Kampala jako jedyne miasto liczyło ponad milion mieszkańców; 3 miasta z ludnością 100÷500 tys.; 14 miast z ludnością 50÷100 tys.; 23 miasta z ludnością 25÷50 tys. oraz reszta miast poniżej 25 tys. mieszkańców.

## Największe miasta w Ugandzie
Największe miasta w Ugandzie według liczebności mieszkańców (stan na 01.07.2011):
| L.p. | Miasto  | Dystrykt | Liczba ludności |
| ---- | ------- | -------- | --------------- |
| 1.   | Kampala | Kampala  | 1 659 600       |
| 2.   | Kira    | Wakiso   | 179 800         |
| 3.   | Gulu    | Gulu     | 154 300         |
| 4.   | Lira    | Lira     | 108 600         |
| 5.   | Mbale   | Mbale    | 91 800          |
| 6.   | Nansana | Wakiso   | 89 900          |
| 7.   | Jinja   | Jinja    | 89 700          |
| 8.   | Mbarara | Mbarara  | 83 700          |
| 9.   | Entebbe | Wakiso   | 79 700          |

## Alfabetyczna lista miast w Ugandzie

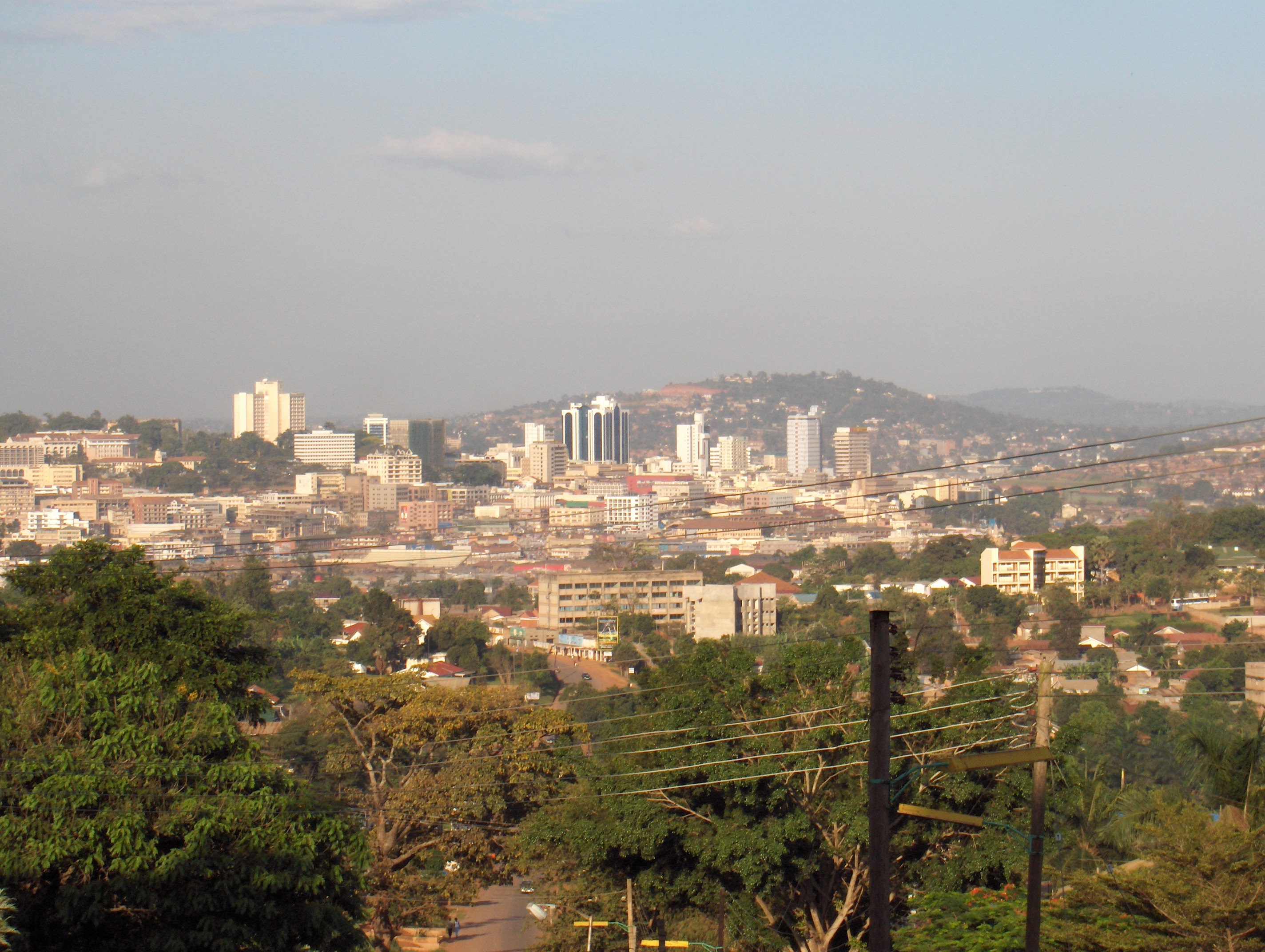
Kampala, stolica Ugandy.

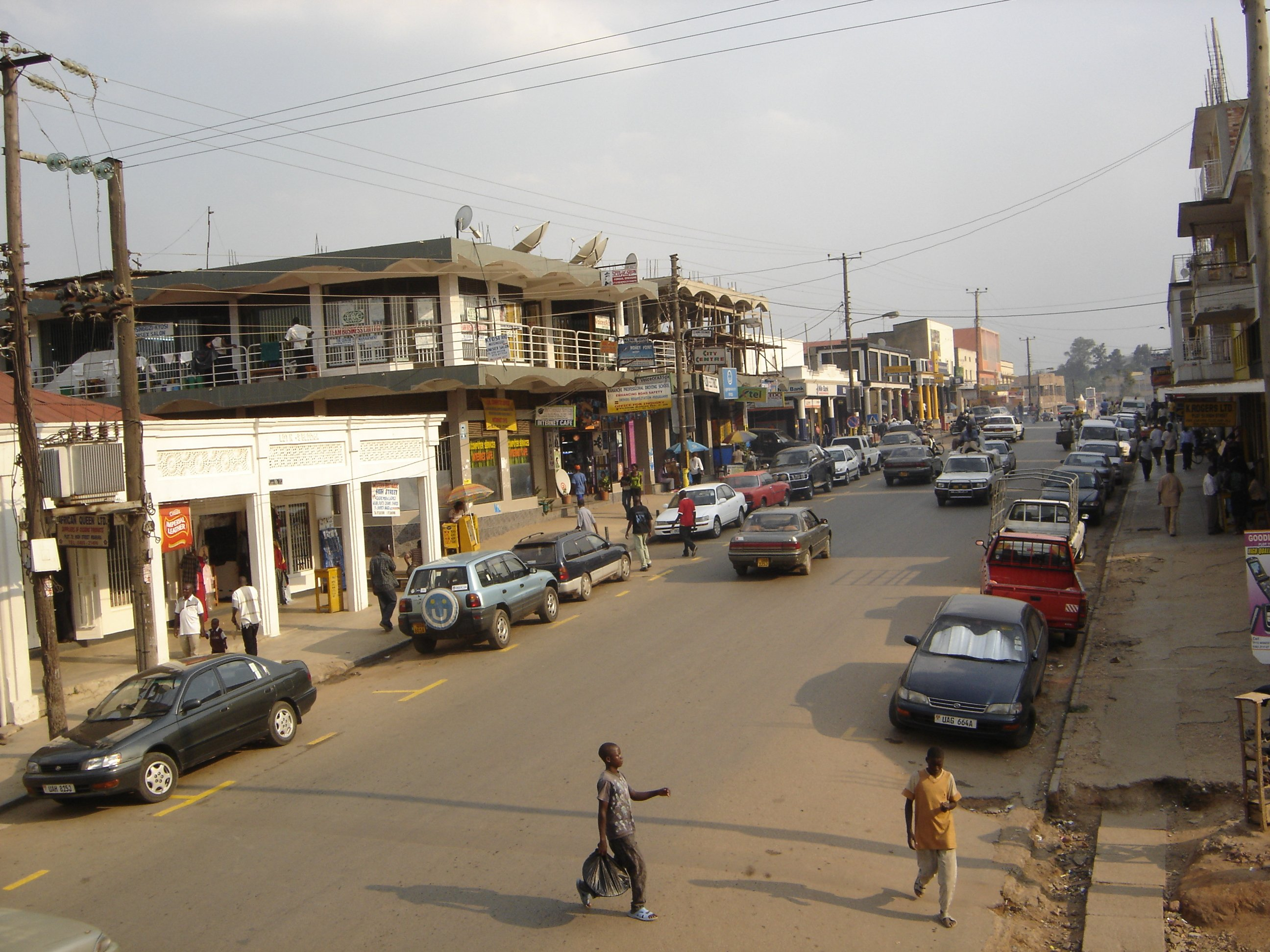
Mbarara.

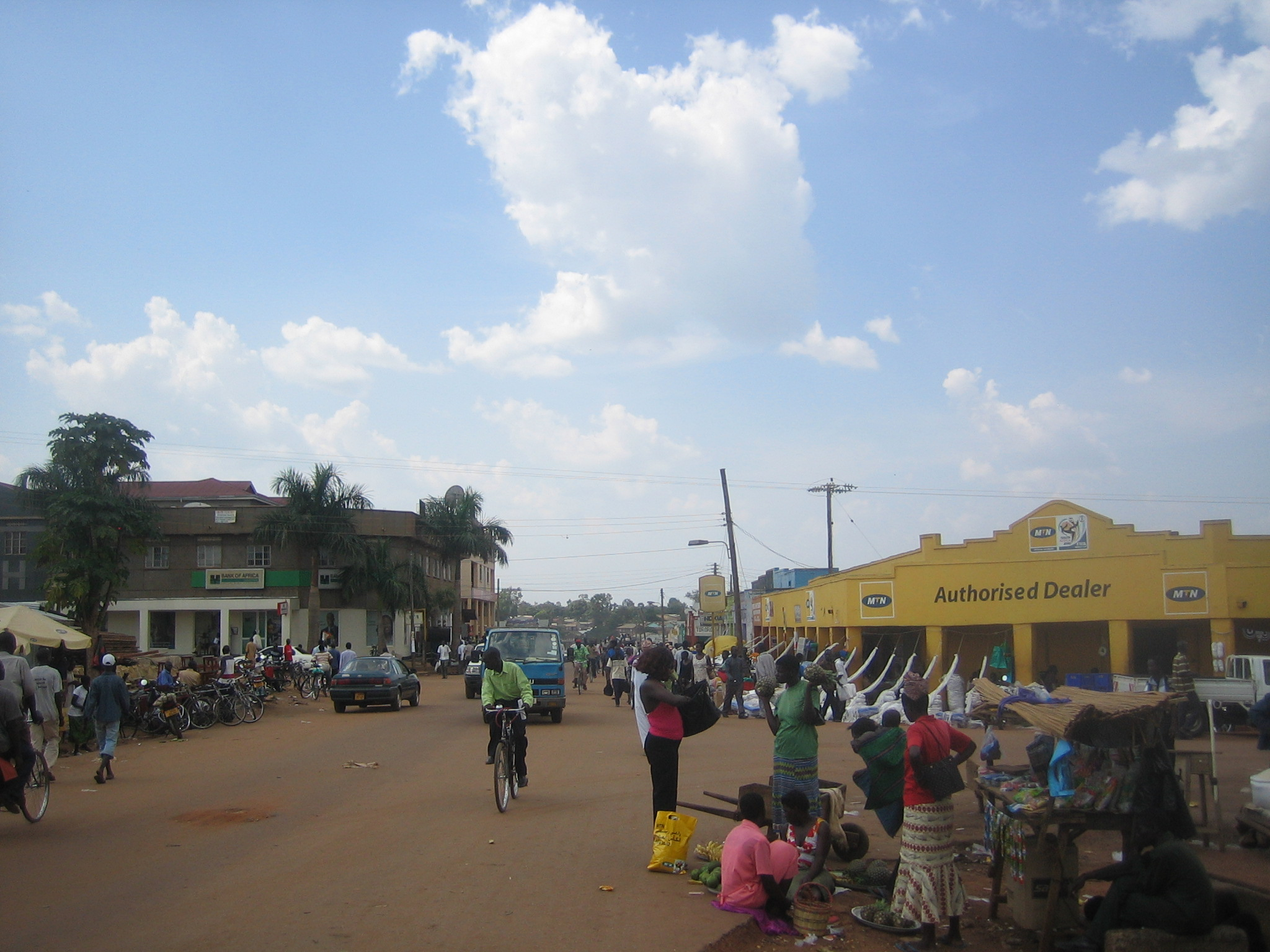
Lira.

(czcionką pogrubioną wydzielono miasta powyżej 1 mln)
- Abim
- Adjumani
- Amolatar
- Amudat
- Anaka
- Apac
- Arua
- Bombo
- Budadiri
- Budaka
- Bugembe
- Bugiri
- Buheesi
- Bukedea
- Buhimba
- Buikwe
- Bukomero
- Buliisa
- Bundibugyo
- Busembatya
- Bushenyi
- Busia
- Busolwe
- Butaleja
- Butemba
- Butunduzi
- Buwenge
- Buyende
- Bwera-Mpondwe
- Dokolo
- Entebbe
- Fort Portal
- Gulu
- Hima
- Hoima
- Ibanda
- Iganga
- Ishongororo
- Isingiro
- Jinja
- Kaabong
- Kabale
- Kabuyanda
- Kabwohe-Itendero
- Kagadi
- Kajjansi
- Kakira
- Kakiri
- Kakumiro
- Kakinga
- Kaliro
- Kalisizo
- Kalongo
- Kampala
- Kamuli
- Kamwenge
- Kanungu
- Kapchorwa
- Kasambya
- Kasangati
- Kasese
- Kassanda
- Katabi
- Katooke
- Kayunga
- Kazo
- Kibiito
- Kiboga
- Kigumba
- Kihiihi
- Kikuube
- Kinoni
- Kira
- Kisiita
- Kisinga
- Kiruhura
- Kisoro
- Kitgum
- Kitwe
- Koboko
- Kotido
- Kumi
- Kyamuhunga
- Kyarusozi
- Kyazanga
- Kyegegwa
- Kyengera
- Kyenjojo
- Lira
- Lugazi
- Lukaya
- Luwero
- Lwakhakha
- Lwengo
- Lyantonde
- Malaba
- Manafwa
- Masaka
- Masindi
- Masulita
- Mayuge
- Mbale
- Mbarara
- Mityana
- Moroto
- Moyo
- Mpigi
- Mubende
- Muhorro
- Mukono
- Nakaloke
- Namayingo
- Nagongera
- Namayumba
- Namutumba
- Nansana
- Nebbi
- Ngora
- Njeru
- Nkonkonjeru
- Ntungamo
- Nyahuka
- Nyamunuka
- Omoro
- Oyam
- Pader
- Paidha
- Pakwach
- Pallisa
- Rubaare
- Rubanda
- Rukungiri
- Rwimi
- Sironko
- Soroti
- Tororo
- Wakiso
- Wobulenzi
- Yumbe